# Последният император
„Последният император“ (на английски: The Last Emperor) е хонконгско-британски биографичен филм от 1987 година на режисьора Бернардо Бертолучи по негов сценарий в съавторство с Енцо Унгари и Марк Пиплоу, базиран на автобиографичната книга на Пу И „Първата половина от живота ми“ (我的前半生).
Главните роли се изпълняват от Джон Лоун, Джоун Чен, Питър О`Тул и Ин Жуочън.
Филмът е големия победител на 60-ата церемония по връчване на наградите „Оскар“, където е номиниран за отличието в 9 категории, печелейки всичките 9 от тях, в това число за най-добър филм и най-добър режисьор. Произведението е отличено и с приза „Златен глобус“ за най-добър филм.

## Сюжет
Произведението разказва историята за живота на Пу И – последният китайски император. Действието е обрисувано от възкачването му на престола като малко момче до хвърлянето му в затвора от китайските комунистически власти и последващото му реабилитиране.

## В ролите
| Актьор         | Роля                  |
| -------------- | --------------------- |
| Джон Лоун      | Пу И – като възрастен |
| Джоун Чен      | Уан Юнг               |
| Питър О`Тул    | Реджиналд Джонсън     |
| Ин Жуочън      | Комендантът           |
| Виктор Уонг    | Чен Пао Шен           |
| Денис Дън      | Бег Ли                |
| Риучи Сакамото | Амакасу               |

## Продукция
„Последният император“ е първият игрален филм, за който е получено разрешение от китайското правителство да се снима в Забранения град в Пекин.

## Награди и Номинации
Награди на Американската филмова академия „Оскар“
- Награда за най-добър филм
- Награда за най-добър режисьор за Бернардо Бертолучи
- Награда за най-добър адаптиран сценарий за Марк Пипло и Бернардо Бертолучи
- Награда за най-добра кинематография за Виторио Стораро

Награди „Златен глобус“
- Награда за най-добър филм
- Награда за най-добър режисьор за Бернардо Бертолучи